# Manifiesto para el PSUC
El Manifest per al Partit Socialista Unificat de Catalunya (PSUC) fue un documento alternativo, elaborado en enero de 1997 por militantes del PSUC, ante las notables deficiencias del documento de Rafael Ribó, que era incluso más corto que los cambios de Estatutos que se proponen en el IX Congreso del PSUC el 10 de mayo de 1997.
El Congreso se cerró de forma precária: por un lado Ribó, partidario de la disolución, no consiguió el número suficiente de delegados, incluso después de haber introducido más de 150 delegados natos. Por el otro, el "Manifiesto para el PSUC" no consiguió reactivar de forma regular el funcionamiento del PSUC, más bien el contrario. Ribó forzó una série de medidas que intentaban paralizar aún más la actividad del PSUC. Destacó de entre ellas las más escandalosas: formación de un Comité Central monolítico impidiendo la presentación de la lista alternativa del "Manifiesto para el PSUC", impedir la afiliación desde las agrupaciones (tan solo el mismísimo Comité Central puede autorizar ingresar en el PSUC), la substitución del Secretario General por un directorio de cinco personas para diluir responsabilidades, etc. 
Frente a esto, los comunistas no se resignaron a que se mantuviese el marco jurídico del PSUC, precisamente para frenar su propia actividad. "El Manifiesto" desde el día después del Congreso comienza a reunir las agrupaciones para conducir la fuerza desarrollada en el marco del debate congresual (de un partido que llevaba 9 años paralizado) para reactivar el PSUC, aún con todas las restricciones formales. 
El 14 de junio se produjo una Asamblea, en la que "Manifiesto para el PSUC" se constituyó como el "PSUC Viu".